# СИМ-II
СИМ-II је југословенски школски двосед, једномоторни висококрилац који је произведен 1930. године у југословенској фабрици авиона С. Влајковић из Београда.

## Пројектовање и развој
Пред пројекат школског двоседог авиона инж. Сима Милутиновић је започео за време своје специјализације у француским ваздухопловним фабрикама крајем двадесетих година прошлог века, где га је привукло решење које је видео у пилотској школи Блерио да ученик и наставник седе у авиону један поред другог. По повратку у Југославију прионуо је на посао и направио пројект авиона који је добио назив СИМ-II. Пројектовање је започето крајем 1929. и почетком 1930. године.
Прототип је израђен у Београду у Фабрици авиона „С. Влајковић и синови“, у приватној режији конструктора а уз финансијску помоћ његовог брата док је мотор Сименс Sh-14 од 100 KS купљен на кредит. Први пробни лет је обављен 29. маја 1930. године, а обавио га је пробни пилот Драгиша Станисављевић студент технике и резервни војни пилот. После успешних фабричких испитивања, комисија Команде ВВ је вршила испитивања у Пилотској школи у Новом Саду. Авион је одбијен за војну службу због недовољне робусности и упоредних седишта на које војни наставници летења нису навикли, тако је за то време потпуно нова концепција школског авиона пропала.
Паралелна седишта пилота и инструктора пружа прејмућство над тандем распоредом седишта јер постоји непосредан контакт између инструктора и ученика. Ученик непосредно посматра инструктора и прати његове радње и на тај начин брже учи, а комуницирање је неупоредиво лакше. Тек касније је уочена ова предност која се одразила на знатно краћу и квалитетнију обуку пилота. Шанса коју је понудио тада млади конструктор Милутиновић конзервативно руководство ВВ није искористило.

## Технички опис
Авион је био висококрилни једнокрилац (парасол) са једним мотором Сименс 100 KS, са два члана посаде који су седели један поред другог (пилот и инструктор). Авион је потпуно дрвене конструкције труп је обложен шпером а крила су пресвучени платном. Труп је правоугаоног попречног пресека. Крила су дебелог профила са заобљеним крајевима. Са сваке стране, крила су подупрта са паром косих упорница које су се ослањале на труп авиона. Резервоар за бензин се налазио у средишњем делу између крила тј. на њиховом споју. Репне површине су иске конструкције као и крила, носећа конструкција је дрвена о облога платнена. Хоризонтални стабилизатори су подупрти са по једном косом упорницом која се ослања на репни део трупа авиона. Стајни трап је био класичан са предњим великим точковима, фиксан са еластичним ногама а амортизација се обављала помоћу гумених блокова. На репу авион се налазила еластична дрљача

## Оперативно коришћење
Иако авион није прихваћен за војну службу Команда ВВ је откупила прототип и предала га пилотској школи Удружења резервних авијатичара. Авион је неколико година коришћен за тренажу резервних пилота у Земуну. Током војне службе СИМ-II је често позајмљиван Средишњој управи Аероклуба која га је користила за пропагандне летове па су га почетком 1935. године војне власти предале на коришћење Аероклубу. Авион је регистрован цивилним ознакама YU–PCV, и летео је све до 1937. године када је повучен из употребе.

## Земље које су користиле овај авион
| - Југославија |